# Municipio de Martinsburg (Minnesota)
El municipio de Martinsburg (en inglés: Martinsburg Township) es un municipio ubicado en el condado de Renville en el estado estadounidense de Minnesota. En el año 2010 tenía una población de 197 habitantes y una densidad poblacional de 2,08 personas por km².

## Geografía
El municipio de Martinsburg se encuentra ubicado en las coordenadas 44°40′24″N 94°41′26″O / 44.67333, -94.69056. Según la Oficina del Censo de los Estados Unidos, el municipio tiene una superficie total de 94.51 km², de la cual 94,51 km² corresponden a tierra firme y (0 %) 0 km² es agua.

## Demografía
Según el censo de 2010, había 197 personas residiendo en el municipio de Martinsburg. La densidad de población era de 2,08 hab./km². De los 197 habitantes, el municipio de Martinsburg estaba compuesto por el 92,89 % blancos, el 0,51 % eran asiáticos, el 5,58 % eran de otras razas y el 1,02 % eran de una mezcla de razas. Del total de la población el 5,58 % eran hispanos o latinos de cualquier raza.